# Hypodontie

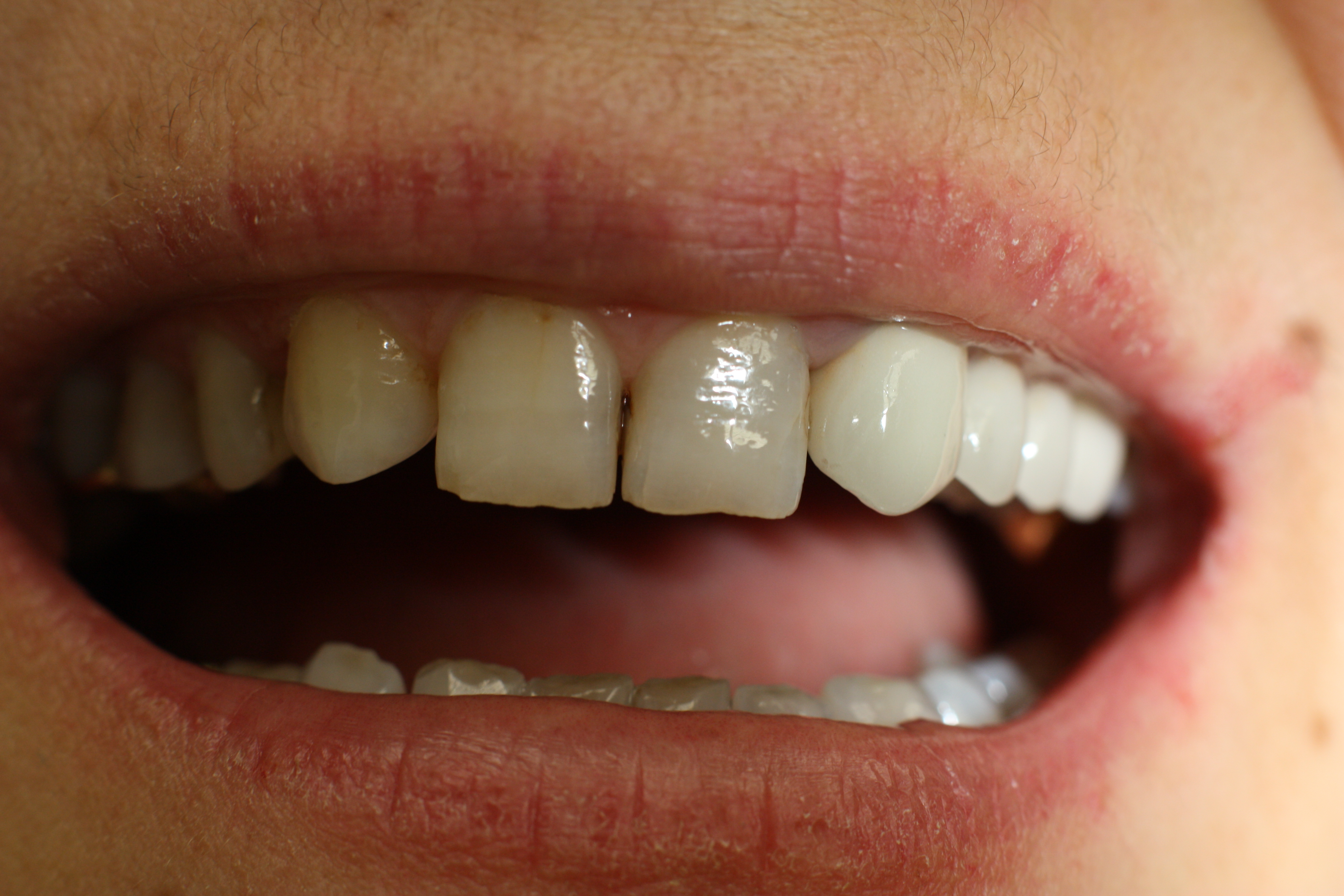
Nichtanlage der seitlichen oberen Schneidezähne

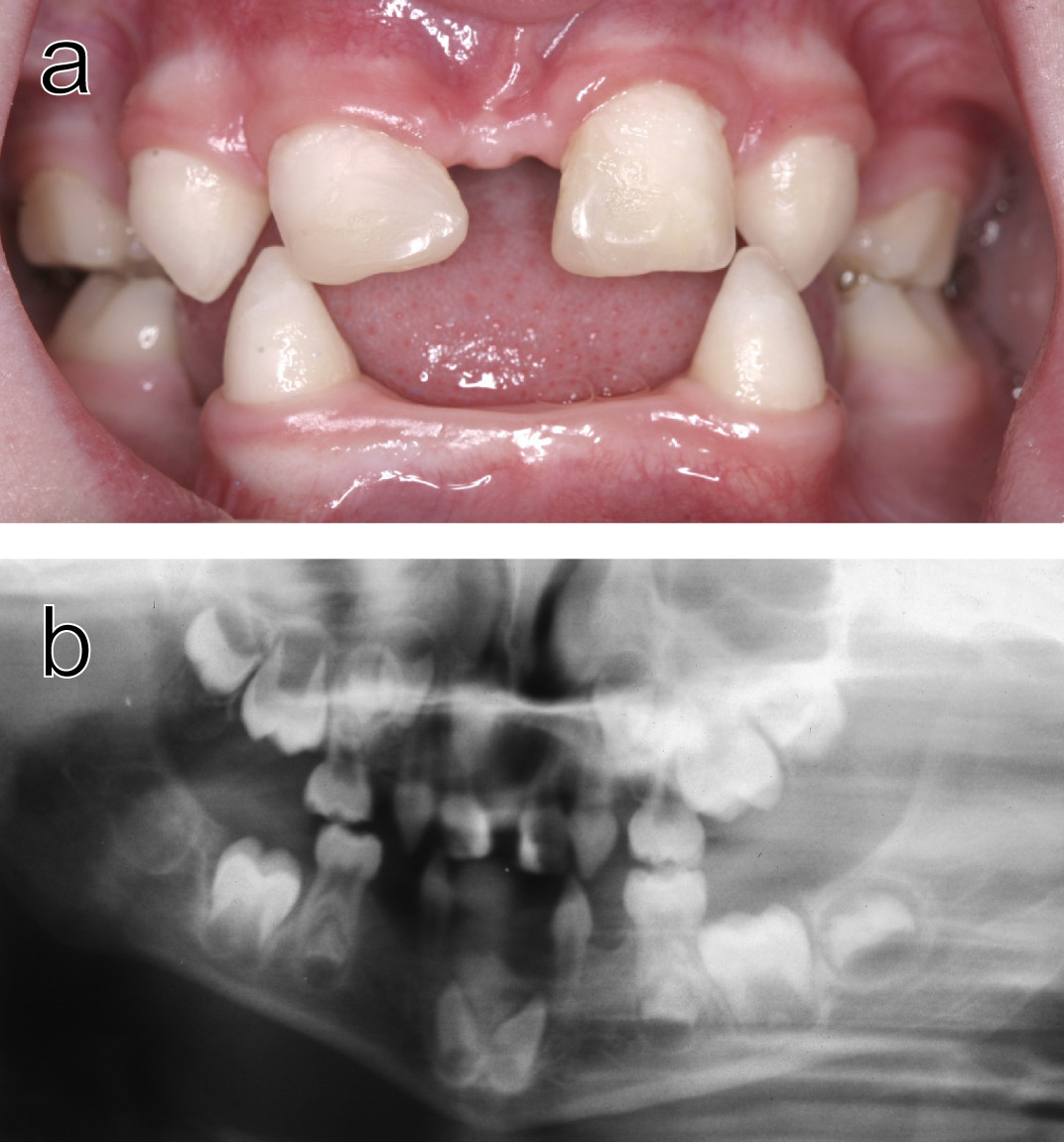
Oligodontie bei einem fünfjährigen Mädchen infolge einer Hypohidrotischen ektodermalen Dysplasie: Im Oberkiefer ist kein bleibender Frontzahn angelegt. Daher persistieren die Milchzähne. Im Unterkiefer fehlen auf jeder Seite drei bleibende Zähne, die Zähne 31 und 41 (mittlere Schneidezähne) sind extrem retiniert. Eine (Nicht)-Anlage der Weisheitszähne kann noch nicht beurteilt werden.

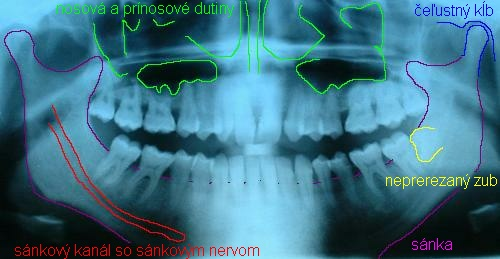
Echte Hypodontie: Die oberen seitlichen Schneidezähne sind nicht vorhanden.

Hypodontie (von altgriechisch ὕπο hypo „unter-“ und ὀδόντος odontos „mit Zähnen“) ist eine Zahnunterzahl. Darunter wird das durch eine Nichtanlage (Agenesie) bedingte Fehlen von einem oder mehreren Zähnen verstanden.
Meistens wird die Nichtanlage von Weisheitszähnen bei der Diagnosestellung nicht berücksichtigt. Nicht angelegte Weisheitszähne werden beim Berechnen der Zahnunterzahl nicht mitgezählt, weil ihr Fehlen relativ häufig ist, keine Zahnlücken bewirkt, kaum Auswirkungen auf Funktion und Aussehen des Gebisses hat und nur schwer zu behandeln wäre.

## Abgrenzungen

### Oligodontie
Fehlen mehrere Zähne (beim bleibenden Gebiss etwa mehr als fünf Zähne), spricht man von einer Oligodontie (von altgriechisch ὀλίγο- „wenig“). Im Gegensatz zur Hypodontie sind viele Zähne regellos betroffen. Eine Oligodontie kommt isoliert oder als Bestandteil von Syndromen vor. Hier sind zu nennen die Incontinentia pigmenti, die anhidrotische ektodermale Dysplasie, das Ellis-Creveld-Syndrom, das Curtius-Syndrom, das Marfan-Syndrom und das Weyers-Syndrom.
Die Arbeitsgemeinschaft der Wissenschaftlichen Medizinischen Fachgesellschaften (AWMF) nennt in Zusammenarbeit mit zahlreichen beteiligten Fachgesellschaften und Berufsverbänden das entsprechende Krankheitsbild der Zahnagenesie in ihrer aktuellen Leitlinie multiple Zahnnichtanlage.

### Zahnverlust
Der Begriff Hypodontie ist nicht zu verwechseln mit dem Begriff Zahnverlust. In beiden Fällen fehlen Zähne. Bei der Hypodontie wurden Zähne vorgeburtlich nicht angelegt. Beim Zahnverlust gingen sie nach der Geburt verloren. Ebenso zählt das natürliche Ausfallen der Milchzähne nicht zum medizinischen Sachverhalt des Zahnverlustes. Wissenschaftlich wird die krankheitsbedingte Hypodontie von der phylogenetisch bedingten Hypodontogenie (Hypodention [vermutlich Schreibfehler der Wörterbuchautoren: richtig Hypodentition, von lateinisch dentitio = Zahnen]) abgegrenzt. Der vorzeitige Zahnverlust im Milchgebiss heißt Milchzahnverlust.

### Anodontie
Das angeborene Fehlen aller Zähne (Zahnkeime) heißt Anodontie (von altgriechisch ἀ(ν)- „ohne“; ανοδους = zahnlos).  Die Anodontie ist also ein „angeborener Zahnmangel“. Sie findet sich zum Beispiel beim DDOD-Syndrom. Bei der Anodontie wird zwischen der Anodontia vera als allgemeiner Zahnlosigkeit bei Kindern und Erwachsenen  und der Anodontia senilis als sekundäre Zahnlosigkeit des Greisenalters differenziert. Abzugrenzen ist die Anodontia partialis oder unvollständige Anodontie, also das angeborene Fehlen eines Teils der Zähne. Mitunter betrifft die Anodontie nur einen der beiden Kiefer.

### Dentitio tertia
In sehr seltenen Fällen kommt es im hohen Alter zum Durchbruch von Zähnen eines unvollständigen dritten Gebisses; das nennt man Dentitio tertia oder Dentitio senilis. Es bleibt unklar, ob auch hier eine Hypodontie vorliegt, weil die physiologische Anzahl der Zähne im dritten Gebiss nicht definiert ist.

## Ursachen
Das anlagebedingte Fehlen von bis zu sechs bleibenden Zähnen wird genetisch auf eine Mutation der Gene MSX1, PAX9 und AXIN2 zurückgeführt.
Das exogene Fehlen von bleibenden Zähnen beruht dagegen auf
- einer Extraktion der ersten Dentition, also auf dem Ziehen der Milchzähne,
- einer Chemotherapie,
- einer Bestrahlung (Radiatio) oder früher auf
- einer Therapie mit Thalidomid (Contergan).[15]

Ein Nikotinkonsum der Schwangeren erhöht die Wahrscheinlichkeit für eine Hypodontie des Kindes.
Frauen mit einem Ovarialkarzinom haben achtmal so oft eine Hypodontie wie Nichtbetroffene.
Als weitere Ursachen gelten Schwangerschaften im fortgeschrittenen Alter, ein niedriges Geburtsgewicht, Mehrlingsschwangerschaften und Rötelnvirusinfektionen in der Schwangerschaft. Es ist auch möglich, dass dieser Defekt auf eine Moniliasis (Candidiasis, Soor, Candida-Endokrinopathie-Syndrom) zurückzuführen ist.

## Echte Hypodontie
Die echte Hypodontie ist angeboren und oft erblich bedingt. Als Folge einer Entwicklungsstörung kann sie gemeinsam mit anderen Erkrankungen oder Anomalien auftreten: Down-Syndrom, Christ-Siemens-Touraine-Syndrom, Anhydrosis hypotrichotica, Arachnodaktylie, Bloch-Sulzberger-Syndrom, Curtius-Syndrom, chondroektodermale Dysplasie, akrofaziale Dysostose, Dysostosis mandibulo-facialis, oro-fazio-digitales Syndrom, hypohidrotische ektodermale Dysplasie, Ektodermalsyndrom, hämolytische Anämie, Rutherfurd-Syndrom oder Lipoidproteinose.

### Häufigkeit und Verteilung
Die Hypodontie ist eine der am weitesten verbreiteten Anomalitäten. 3,5–8,0 % der Bevölkerung sind (abgesehen von den dritten Backenzähnen) betroffen. Das Fehlen der Weisheitszähne lässt sich bei 20–23 % der Bevölkerung feststellen.
Beim Menschen verteilt sich die Häufigkeit des Fehlens einzelner Zähne bei einer echten Hypodontie  folgendermaßen:
- 3. Molaren (Weisheitszähne / 8er)[21]
- Obere seitliche Schneidezähne (Zähne 12 und 22)
- Untere 2. Prämolaren (Zähne 35 und 45)
- Untere mittlere Schneidezähne (Zähne 31 und 41)
- Übrige Prämolaren und untere seitliche Schneidezähne
- Relativ selten: Obere mittlere Schneidezähne (Zähne 11 und 21), Eckzähne (3er), obere und untere 1. und 2. Molaren (6er und 7er)

Im Milchgebiss sind Hypodontien weitaus seltener.

## Erworbene oder unechte Hypodontie
Traumatische (unfallbedingte) Ereignisse können zum frühzeitigen Zahnverlust und damit zu einer Hypodontie führen, ebenso aber auch eine Knochenmarkentzündung oder auch Röntgen- und Radiumbestrahlungen. Eine zentrale Luxation eines Milchzahnes kann zur Schädigung des Zahnkeimes des bereits angelegten bleibenden Zahnes führen, so dass dieser dann verkümmert.
Streng genommen ist natürlich auch der (frühzeitige) Verlust von Zähnen durch Karies eine Form der Zahnunterzahl, hier spricht man aber eher von einer Gebiss-Reduktion.
In der Zahnheilkunde wird dagegen die phylogenetische Gebissreduktion als „stammesgeschichtliche Veränderung des Primatengebisses hinsichtlich Größe und Zahnform“ definiert; beim Kulturmenschen zählt auch die Nichtanlage der seitlichen oberen Schneidezähne und der Weisheitszähne zur Gebissreduktion.

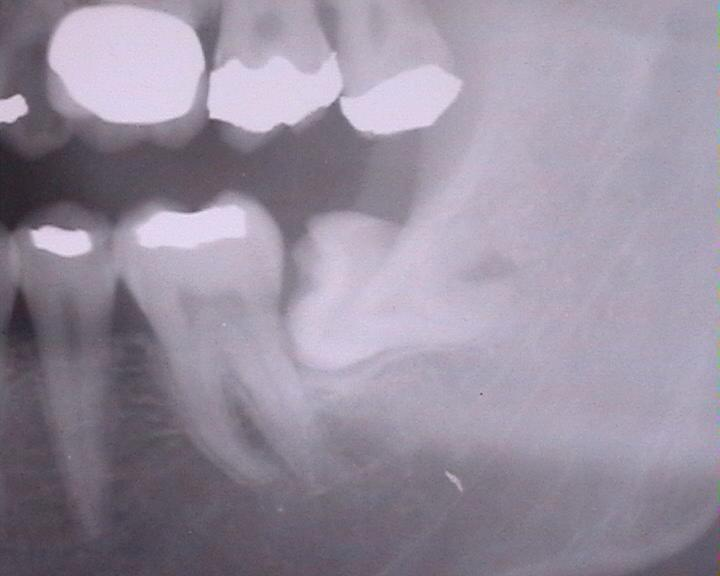
Vorgetäuschte Hypodontie: Obwohl im Unterkiefer der 7er bereits fehlt, ist der 8er retiniert und scheint somit nicht vorhanden.

## Vorgetäuschte Hypodontie (Hypodontia spuria)
Sind Zähne angelegt, brechen aber nicht durch, so liegt eine Hypodontia spuria (von latein: spurius „falsch, unecht“) vor, auch Pseudoanodontie genannt, siehe GAPO-Syndrom.

## Komplikationen
Mögliche Komplikationen sind eine unvorteilhafte Ästhetik sowie funktionelle Veränderungen beim Kauen und Sprechen. Diese Komplikationen können Veränderungen im sozialen Leben des Einzelnen auslösen und psychosoziale Folgen haben. Diese Zustände werden verstärkt, wenn die Hypodontie im Rahmen eines Syndroms auftritt.

## Therapeutische Maßnahmen
Grundsätzlich sind kieferorthopädische, prothetische, implantologische und kieferchirurgische Maßnahmen möglich. Die Behandlung muss für jeden Fall gesondert geplant werden, weil viele Faktoren von Bedeutung sind: Anzahl der fehlenden Zähne, Zustand und Zahnstellung der vorhandenen Zähne, Kiefergröße und Lage der Kiefer zueinander, Allgemeinerkrankungen und nicht zuletzt finanzielle Aspekte. Oft ist auch eine sich ergänzende Kombination mehrerer Therapiemaßnahmen sinnvoll und erforderlich, so dass eine enge Absprache und Zusammenarbeit der oben genannten zahnmedizinischen Disziplinen vonnöten ist. Soweit möglich wird man kieferorthopädischen Maßnahmen den Vorrang einräumen und erst danach chirurgische (Freilegung von retinierten Zähnen oder gar Implantationen oder Zahntransplantationen) beziehungsweise die Versorgung mit Zahnersatz als Behandlungsmöglichkeit in die Therapie einbeziehen. Die kieferorthopädische Behandlungsbedürftigkeit bei Hypodontie wird durch den Index of Orthodontic Treatment Need (IOTN) erfasst.